# Jardín botánico de Castilla-La Mancha
El Jardín Botánico de Castilla-La Mancha (JBCLM) es un jardín botánico de 7 hectáreas situado en la ciudad española de Albacete. Se encuentra al sur de la capital, en la avenida de La Mancha, junto a la vía verde peatonal que conduce al parque periurbano de La Pulgosa. Se financia y gestiona por una fundación patrocinada por el Ayuntamiento de Albacete, la Diputación Provincial de Albacete y la Universidad de Castilla-La Mancha (UCLM). La proyección de sus instalaciones se inició en 2003 y fue inaugurado en octubre de 2010. Actualmente, el JBCLM reúne en sus colecciones cerca de 28 000 plantas vivas, pertenecientes a unos 2100 taxones vegetales. La gestión fitosanitaria se rige estrictamente por un manejo integrado en ecológico. De hecho, este jardín botánico tiene reconocida oficialmente la certificación ecológica desde 2020.
El JBCLM está dedicado mayoritariamente a la conservación, divulgación e investigación de flora mediterránea continental, en consonancia con su ubicación bioclimática y biogeográfica. De concepción moderna, este jardín se ha centrado prioritariamente en la colección coherente de vegetación silvestre autóctona, agrupada en minuciosas recreaciones de comunidades naturales castellano-manchegas, de las cuales se han representado unas cuarenta, la mitad protegidas por normativa europea (Directiva de Hábitats) y regional (Catálogo de Hábitats y Elementos Geomorfológicos de Protección Especial en Castilla-La Mancha). Las colecciones albergan un gran número de taxones vegetales amenazados (Directiva de Hábitats, Catálogo Español de Especies Amenazadas, Catálogo Regional de Especies Amenazadas de Castilla-La Mancha). Además, el JBCLM reúne colecciones de plantas cultivadas tradicionalmente por su interés agrícola, ornamental, medicinal o industrial. Existe también una colección sistemática, donde las plantas se organizan espacialmente siguiendo sus relaciones filogenéticas y evolutivas, así como un gran invernadero de exhibición que alberga flora de ambientes tropicales húmedos y tropicales secos.
El director del JBCLM en la actualidad es el catedrático de Producción Vegetal de la UCLM Pablo Ferrandis Gotor, doctor en Biología Vegetal por la Universidad de Murcia. Alejandro Santiago González, doctor en Ciencia e Ingeniería Agrarias por la UCLM, desempeña el cargo de conservador. El director científico es José María Herranz Sanz, también catedrático de Producción Vegetal de la UCLM y doctor Ingeniero de Montes por la Universidad Politécnica de Madrid.

## Historia

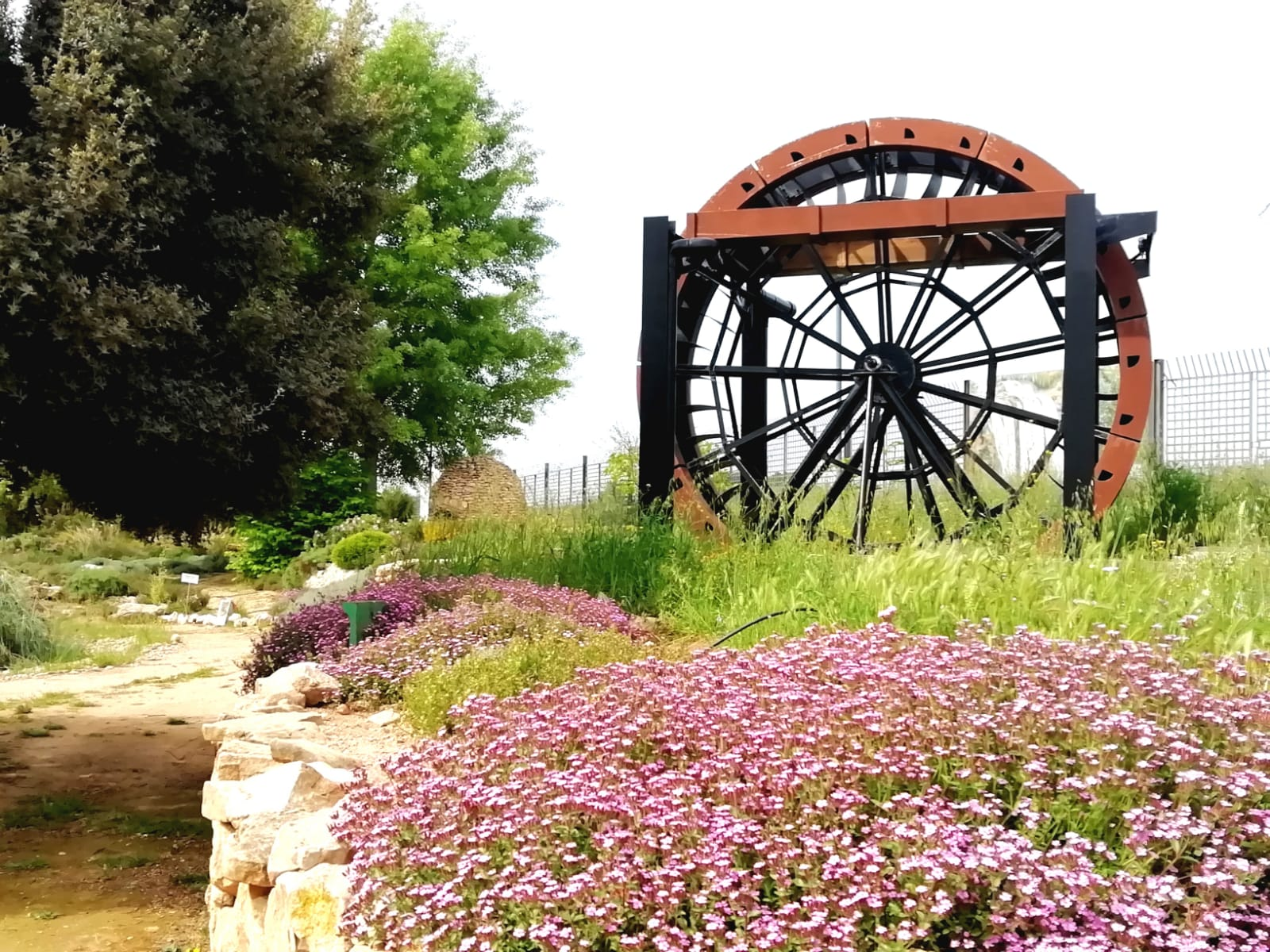
Noria de la recreación de las terrazas de las Lagunas de Ruidera, en el JBCLM, junto a la encina conmemorativa

El JBCLM es uno de los jardines botánicos más jóvenes de España. El proyecto y emplazamiento fueron presentados el 6 de mayo de 2003 por el rector de la Universidad de Castilla-La Mancha, el director de la Escuela Técnica Superior de Ingenieros Agrónomos y de Montes de Albacete, el director de la Oficina de Gestión e Infraestructuras de la UCLM, el alcalde de la ciudad, el consejero de Ciencia y Tecnología y el presidente de la Asociación Española de Jardines Botánicos, que plantaron una encina (Quercus ilex subsp. ballota) y descubrieron un monolito conmemorativo en el lugar donde se ubica. 
El 11 de febrero de 2008, se presentó la Fundación del Jardín Botánico de Castilla-La Mancha en un acto que contó con la presencia del rector de la UCLM, el vicepresidente primero del gobierno regional, el alcalde de Albacete y el presidente de la Diputación Provincial de Albacete. El 30 de mayo de ese mismo año, se constituyó el Patronato, órgano colegiado de gobierno de la fundación. Actualmente está presidido por el alcalde de la ciudad de Albacete, que junto con el vicepresidente de la Diputación Provincial de Albacete y el rector de la UCLM son miembros natos, en representación de las tres instituciones que patrocinan la fundación. Completan su composición nueve vocales, también de las instituciones patrocinadoras.
El 4 de diciembre de 2020 tuvo lugar en el invernadero de exposición la entrega del certificado de excelencia en manejo ecológico al jardín botánico. Este certificado confiere al JBCLM la categoría de Jardín de Excelencia Ecológica, gracias al manejo de plagas y los tratamientos fitosanitarios respetuosos con el medio ambiente, la gestión de residuos y la optimización energética. El JBCLM es el primer jardín botánico ibérico que consigue este tipo de certificación.

## Áreas

### Plaza de acceso
La entrada a las instalaciones del JBCLM está conformada por una amplia plaza semicircular, con capacidad para acoger eventos culturales, flanqueada por dos edificios de simétrico diseño: el edificio social del JBCLM y el Instituto Botánico de la UCLM. El piso de la plaza está cubierto de losas de pizarra y de piedra caliza, en representación de las dos mitades geológicas dominantes en Castilla-La Mancha, factor fundamental en la determinación del paisaje vegetal de su geografía. Varios pasillos, a la manera de aspas de un molino manchego, irradian desde la entrada y recorren el semicírculo para dar acceso a las distintas secciones del jardín.
En las gradas de la plaza reciben al visitante olivos (Olea europaea), almendros (Prunus dulcis), espartos (Macrochloa tenacissima) y arbustillos (Phlomis lychnitis, Iberis saxatilis, Thymus vulgaris, Teucrium fruticans, Santolina rosmarinifolia, Vella spinosa…), que evocan la mediterraneidad predominante en el territorio de Castilla-La Mancha. Encontramos también plantas con valor ornamental propias de la península ibérica o de otras regiones del mundo. Entre las primeras destacan el cornejo (Cornus sanguinea), las tres especies de durillos ibéricos (Viburnum opulus, V. tinus y V. lantana), o el loro (Prunus lusitanica), especie catalogada como vulnerable, presente en las zonas umbrosas de los Montes de Toledo. Entre las segundas, se pueden admirar ejemplares de Berberis thunbergii, parra virgen (Parthenocissus tricuspidata), membrillo de flor (Chaenomeles speciosa) o granado enano (Punica granatum “nana”).

### Paseo de los Quercus

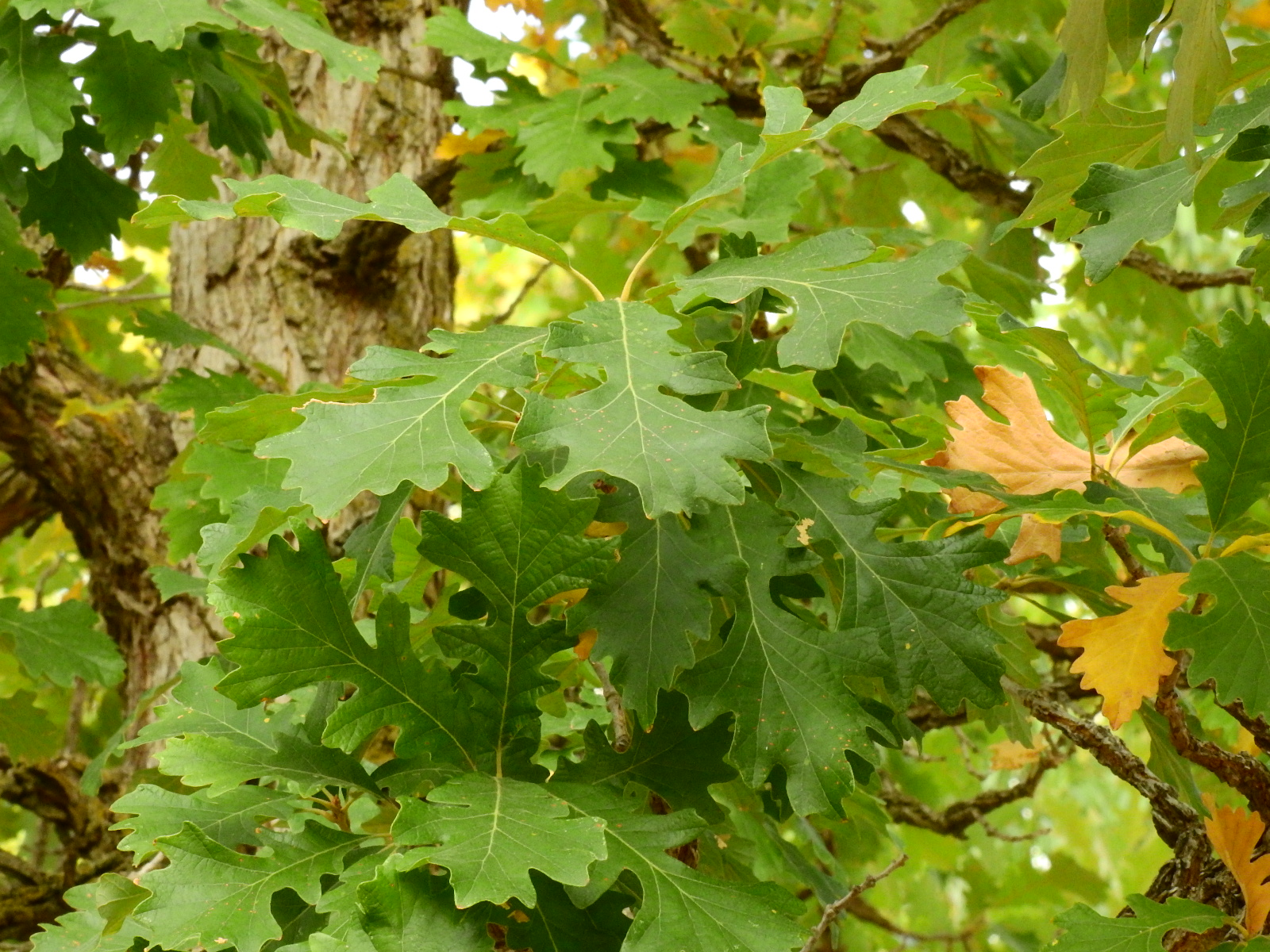
Quercus macrocarpa en el Paseo de los Quercus del JBCLM

Formando un arco, a modo de cinturón que rodea el límite exterior de la plaza, se han dispuesto numerosos árboles del género Quercus ―el nombre romano de robles y encinas―, en homenaje a estas plantas tan útiles para las comunidades humanas. Aquí se pueden contemplar especies procedentes de toda el área mundial de distribución del género (hemisferio norte principalmente): a la izquierda del paseo central, conforme se entra en las colecciones vegetales, las quercíneas ibéricas (la encina o carrasca, Quercus ilex subsp. ballota, el quejigo (Q. faginea), el rebollo (Q. pyrenaica), el alcornoque (Q. suber) o la coscoja (Q. coccifera); a la derecha, los procedentes de otras zonas del mundo, como el roble de Hungría (Q. frainetto), el roble persa (Quercus castaneifolia), el roble de Armenia (Q. pontica), un roble originario de China, Corea y Japón (Q. acutissima) y los robles de América del Norte Q. muehlenbergii y Q. macrocarpa, entre otros.

### Humedales manchegos

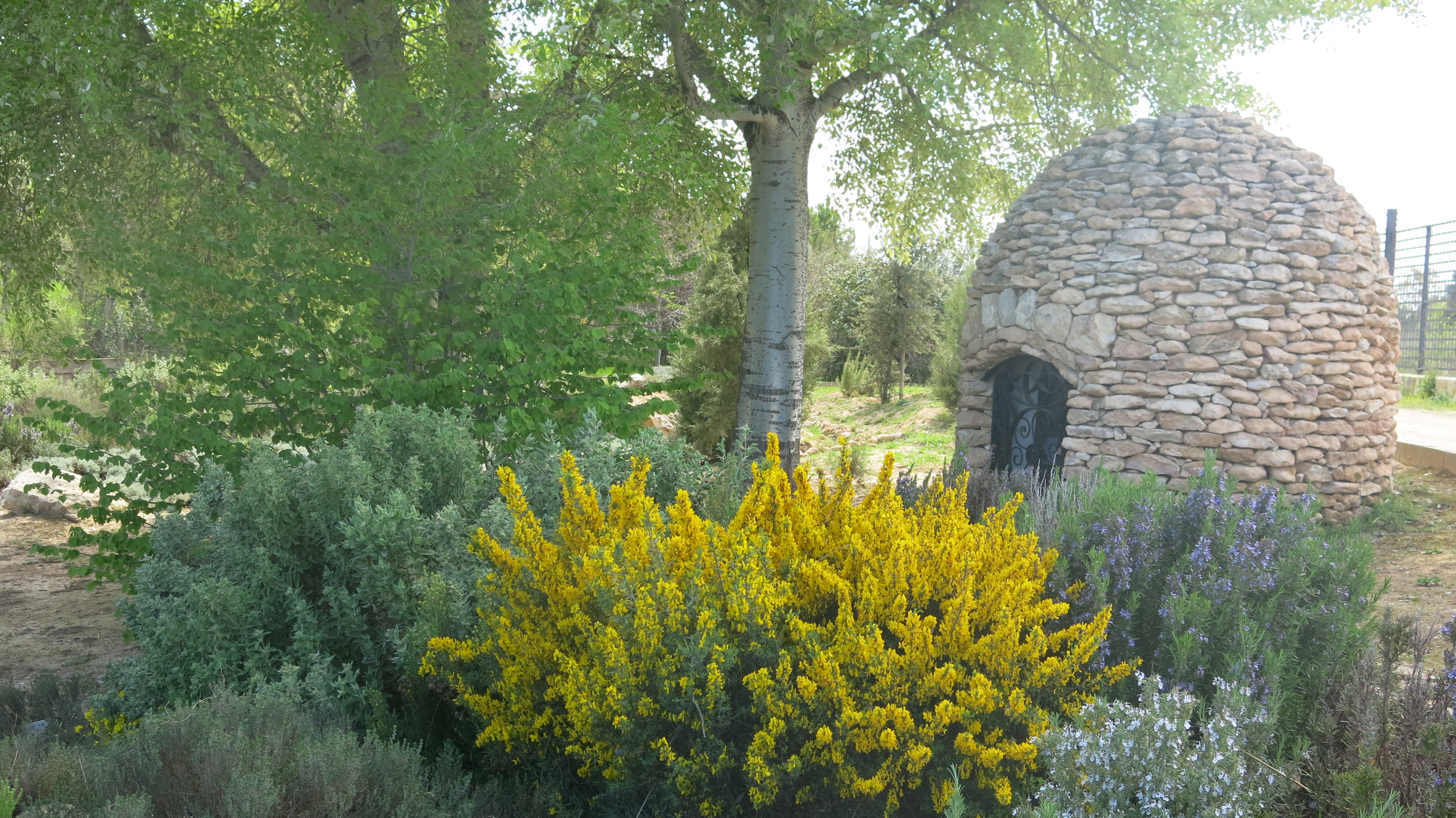
Cuco de las terrazas de la recreación de las Lagunas de Ruidera del Jardín Botánico de Castilla-La Mancha

Los humedales manchegos constituyen algunos de los sistemas lacustres de mayor valor ecológico en Europa. En el JBCLM, se han recreado muestras de lagunas endorreicas y kársticas, tomando como referencia el entorno de las Tablas de Daimiel y de las Lagunas de Ruidera, respectivamente, con un espacio de transición a base de suelos azonales asociados a procesos geológicos de desecación y que han originado comunidades de enorme singularidad botánica. En primer término, el visitante encontrará una muestra de la Dehesa de Zacatena, paraje histórico del parque nacional de las Tablas de Daimiel, donde actualmente se están recreando comunidades anuales manchegas ligadas a prados tradicionales de diente. Frente a ella, se han dispuesto especies que dan lugar a formaciones en galería características de estos sistemas, como Ligustrum vulgare o Lonicera periclymenum, entre otras. Más adelante, en torno a la lámina de agua dulce de origen endorreico, crece un masegar de Cladium mariscus acompañado de especies hidrófilas y subhidrófilas (Typha latifolia, Scirpus holoschoenus, Iris pseudacorus, Filipendula ulmaria, Lysimachia vulgaris…). En la zona de transición entre las dos lagunas, siguiendo un gradiente edáfico de deposición y lavado de sales característico, se han recreado: un adelfar-tarayal de Nerium oleander y Tamarix africana; una estepa yesosa ibérica con especies gipsófilas tales como el pítano (Vella pseudocytisus subsp. pseudocytisus –en Peligro de Extinción–), Matthiola fruticulosa, o Lepidium subulatum…; un albardinar manchego de Lygeum spartum acompañado de especies halófilas como Senecio auricula subsp. castellanus (Vulnerable), Gypsophila bermejoi (Vulnerable), Salsola vermiculata…; un tarayal de Tamarix boveana en el margen de una pequeña laguna salobre, al que acompañan halófilas o hidrohalófilas tales como Frankenia thymifolia, Limonium carpetanicum, Schoenus nigricans, Scirpus maritimus…; una comunidad halonitrófila con Atriplex halimus, Suaeda vera o Gypsophila tomentosa; un tayaral manchego de Tamarix gallica, con Arthrocnemum macrostachyum, Artemisia caerulescens, Asphodelus fistulosus…; y en las zonas más elevadas del conjunto, una comunidad calcícola de monte bajo dominada por esparto (Macrochloa tenacissima), coscoja (Quercus coccifera), o retama (Retama sphaerocarpa). Se llega así a la laguna kárstica, rodeada en su margen por espadañales, juncales, carrizales y masegares, excepto en la zona del muro travertínico, que queda libre para recrear los saltos de agua típicos de estas formaciones de origen biogénico. Junto a la laguna, hay un pequeño cauce fluvial sobre el que se ha instalado una sauceda a base de ejemplares de Salix fragilis, S. atrocinerea, S. elaeagnos, S. purpurea…

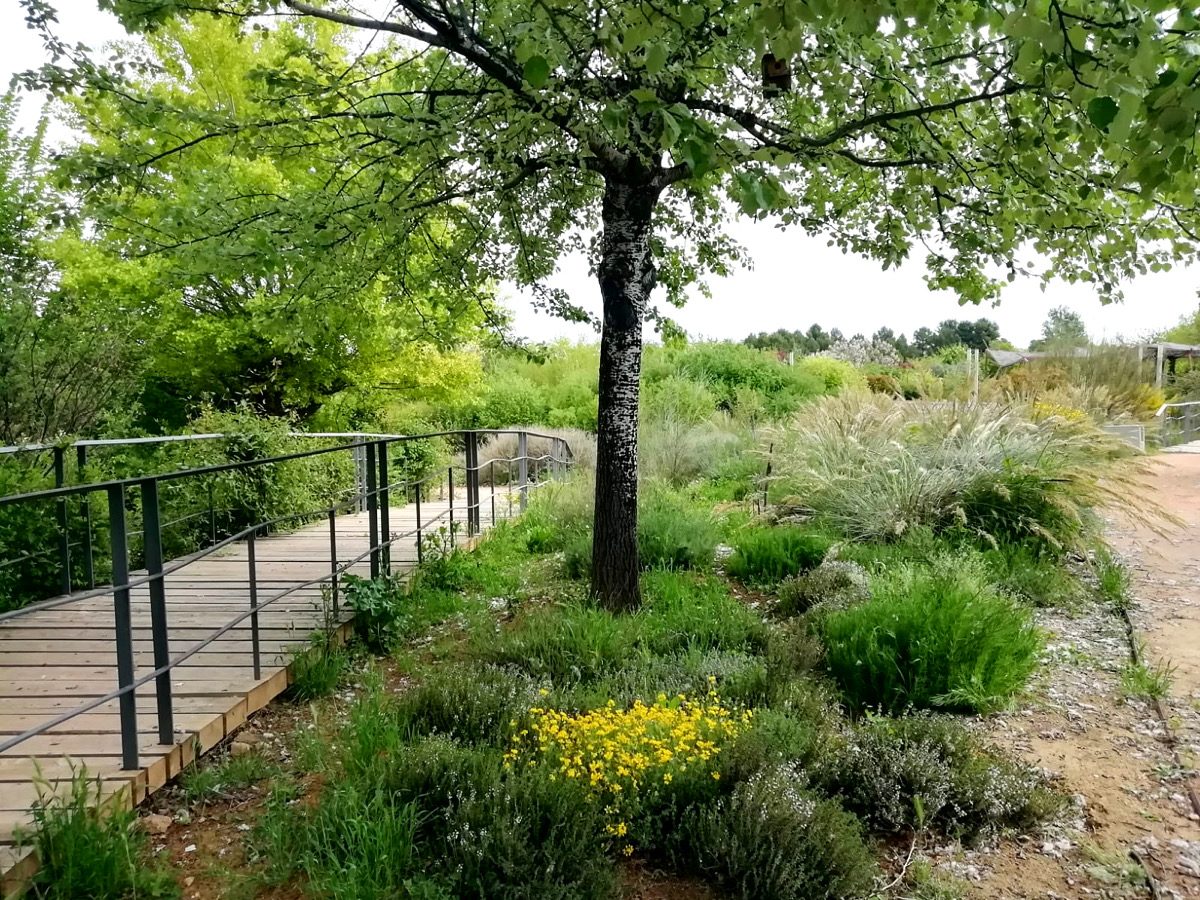
Ecosistemas recreados del JBCLM

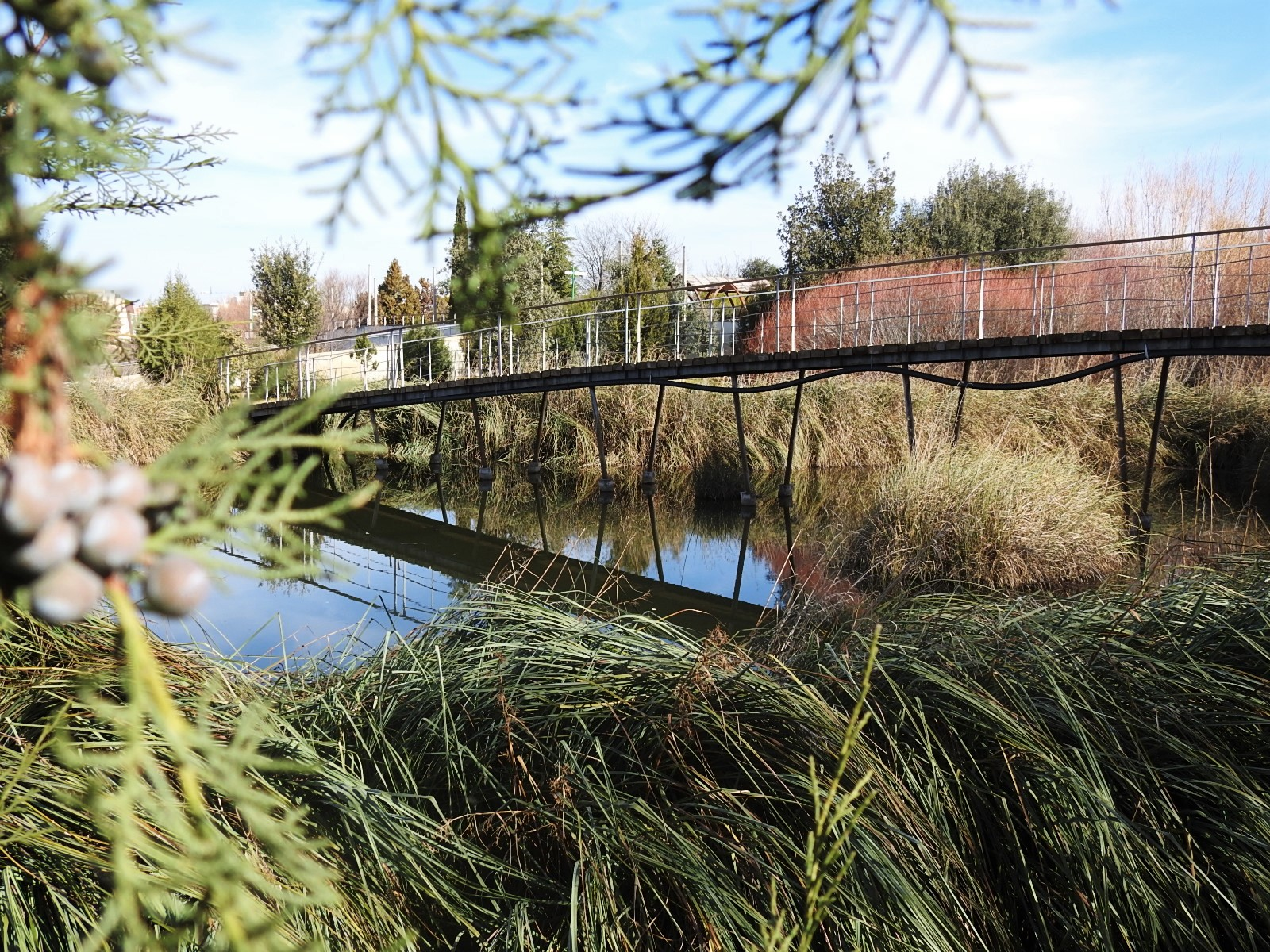
Puente de las lagunas recreadas de Ruidera

### Ecosistemas regionales

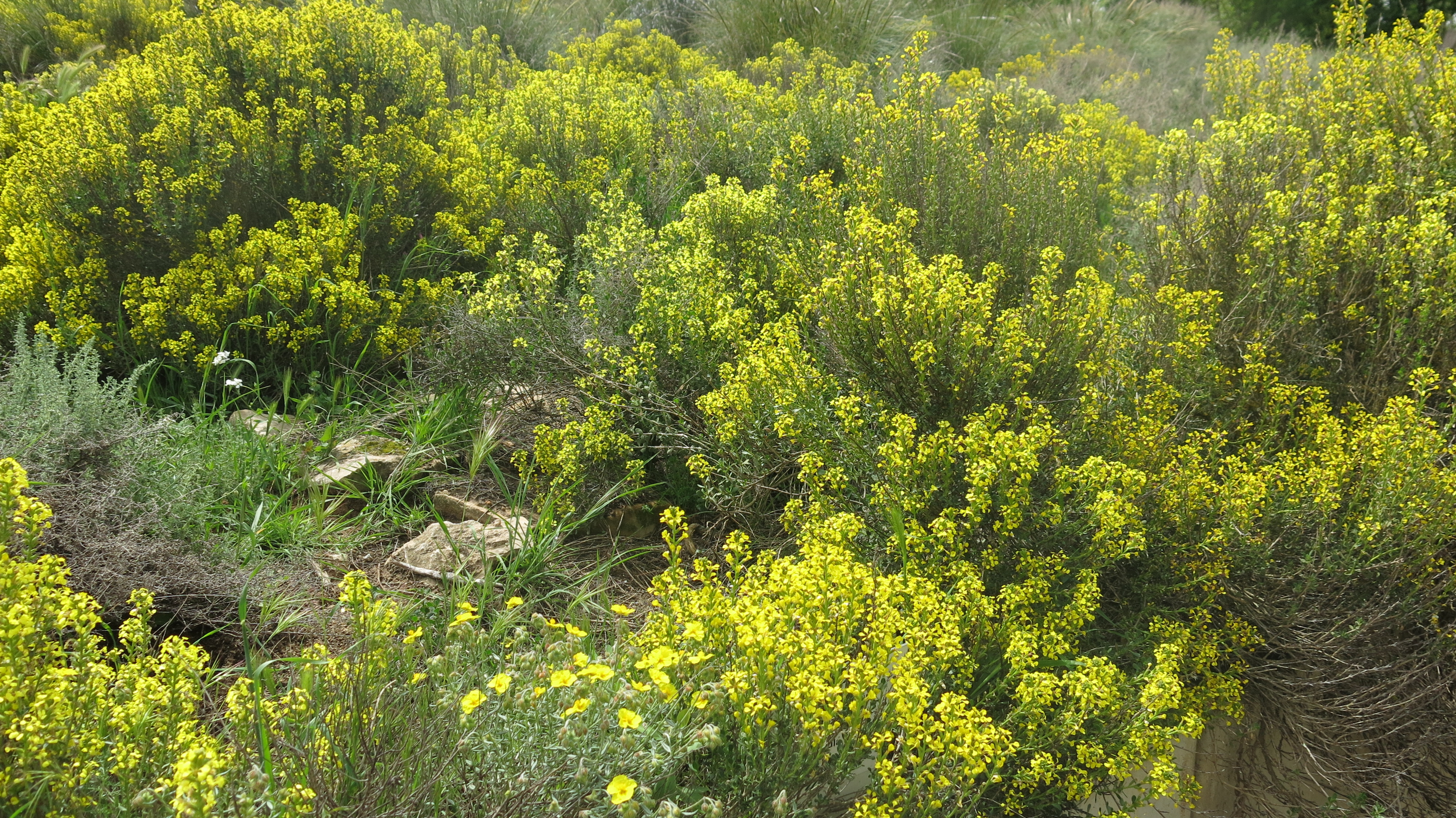
Pítano (Vella pseudocytisus subespecie pseudocytisus), especie en peligro de extinción, en plena floración en el JBCLM

A continuación de las lagunas, hay una amplia superficie donde se han recreado con detalle numerosos ecosistemas castellano-manchegos. En conjunto, ambas zonas ofrecen una interesantísima colección de muestras de hábitats naturales de la región, hasta cuarenta, siguiendo criterios ecológicos y paisajísticos. Varios de estos ecosistemas están protegidos por el Catálogo de Hábitats y Elementos Geomorfológicos de Protección Especial en Castilla-La Mancha y la Directiva de Hábitats, y albergan ejemplares de taxones amenazados (Directiva de Hábitats, Catálogo Español de Especies Amenazadas, Catálogo Regional de Especies Amenazadas de Castilla-La Mancha), tan singulares como Coincya rupestris subsp. rupestris, Atropa baetica, Helianthemum polygonoides, Sideritis serrata o Vella pseudocytisus subsp. pseudocytisus, además de numerosos endemismos. Encontramos aquí representaciones de encinares béticos y manchegos, encinares y alcornocales luso-extremadurenses, rebollares luso-extremadurenses, sabinares de parameras, sabinares higrófilos y termófilos, matorrales espinosos caducifolios, bosques mixtos caducifolios basófilos, pinares de pino laricio, de pino piñonero o de pino carrasco, manchas silicícolas, garrigas termófilas, arenales continentales...

### Jardines del mundo

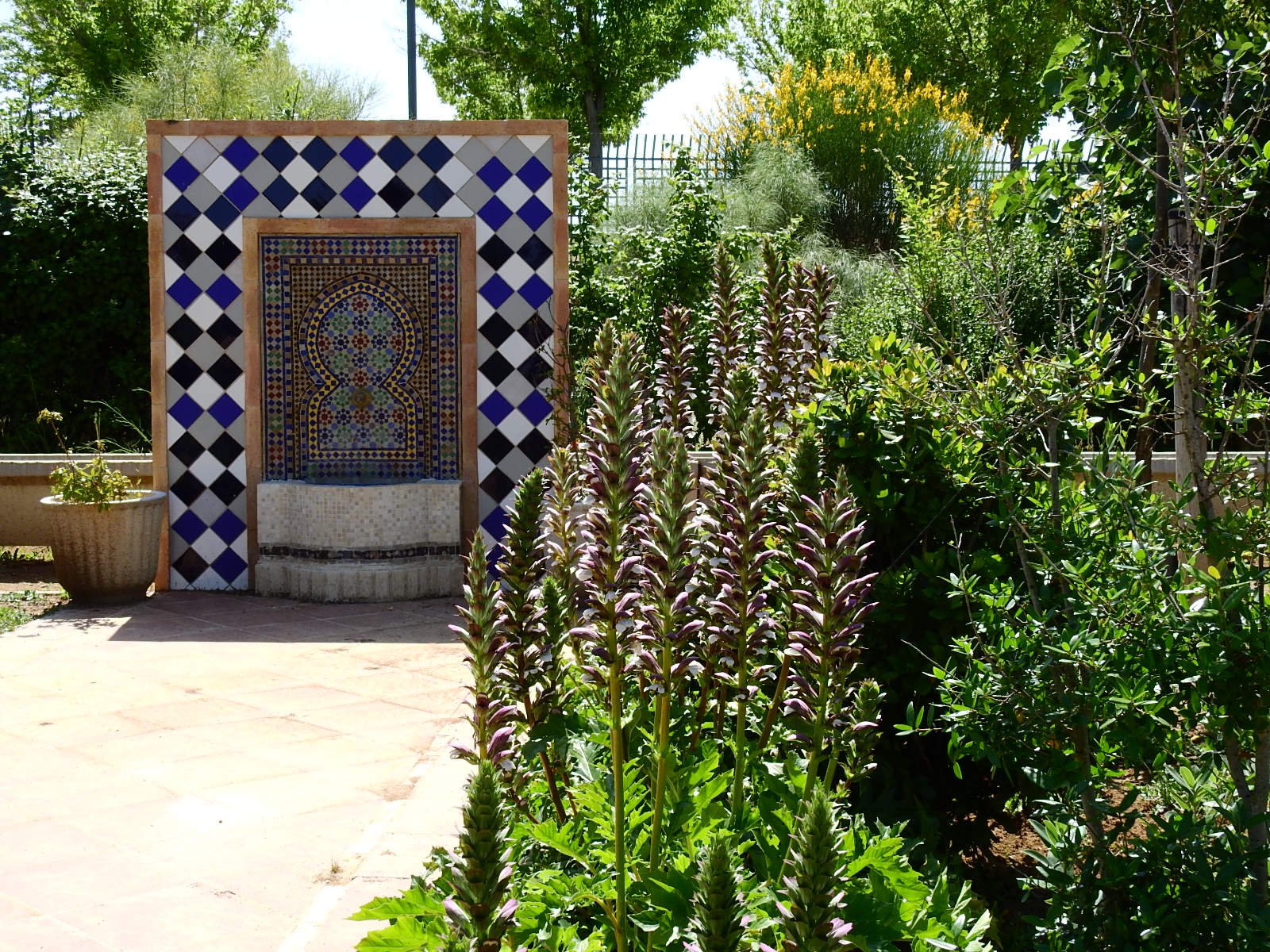
Jardín de estilo árabe en el JBCLM

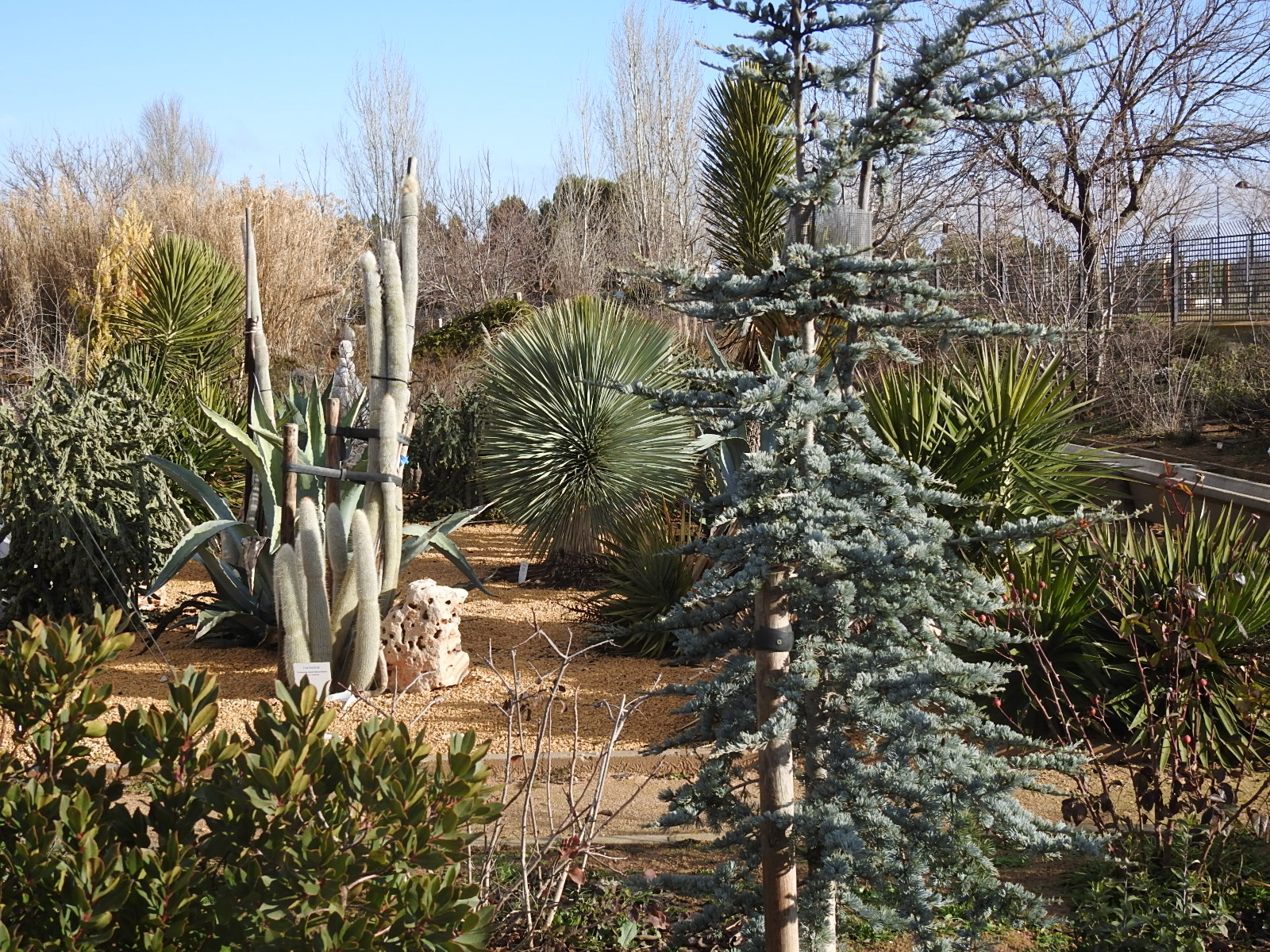
Jardines del mundo, con representación de flora de los cinco continentes, en el JBCLM

En esta zona, se han recreado jardines de distintas regiones del planeta, combinando criterios geográficos, botánicos y paisajísticos. Se exhibe un jardín árabe de inspiración magrebí, con especies africanas e iberoafricanas (Cedrus atlantica, Ballota hirsuta, Dimorphotheca ecklonis...); un xerojardín mesoamericano de ágaves, yucas y cactus (Yucca rostrata, Agave americana, Cleistocactus strausii…); un jardín de América del Norte de estilo inglés (Maclura pomifera, Sequoia sempervirens, Picea pungens…); otro jardín de estilo romántico-mediterráneo en representación de las penínsulas del sur de Europa (Cupressus sempervirens, Cneorum tricoccon, Teucrium fruticans…); un jardín alpino típico de Centroeuropa (Geranium sanguineum, Picea abies, Corylus colurna...); y un jardín japonés, en el que las plantas (Juniperus chinensis, Phyllostachys nigra, Nandina domestica...) se acompañan de elementos típicos de esta atractiva cultura.

### Huertos
La zona de huerta representa diversos sistemas hortícolas de producción ecológica, con cultivos tradicionales, en bancales y "parades en crestall", coordinados y gestionados por la Asociación de Agricultores Ecológicos de Albacete (AHOE), así como un huerto docente, gestionado con el apoyo del Decanato de la Facultad de Educación de Albacete (UCLM). Aquí se puede observar una gran diversidad de hortalizas cultivadas tradicionalmente en Castilla-La Mancha, como tomateras (Lycopersicon esculentum), pimientos (Capsicum annuum), o esparragueras (Asparagus sativus), o en otras regiones del mundo, tales como el quimbombó (Abelmoschus esculentus), kiwicha (Amaranthus caudatus) o la judía de metro (Vigna unguiculata subsp. sesquipedalis).

### Espaldera
Se trata de una estructura de grandes dimensiones a base de columnas metálicas, en la que se ha instalado una colección de plantas trepadoras como la vid (Vitis vinifera), parra virgen (Parthenocissus sp.) o el lúpulo (Humulus lupulus). El conjunto, de gran belleza, está rodeado por rosales (Rosa x centifolia), higueras (Ficus carica)…

### Paseo de plantas medicinales
En el paseo de las plantas medicinales, destaca una reproducción del libro de Dioscórides De Materia Medica y una referencia a una de las primeras extracciones industrializadas de un principio activo de origen vegetal: el ácido acetilsalicílico. En esta colección, encontramos plantas autóctonas como la uva de oso (Arctostaphylos uva-ursi), Sideritis leucantha, Sideritis hirsuta, sauces (Salix alba) o santolinas; también, se exponen otras alóctonas y de cultivo. Acompañando esta parte, se encuentra una colección de plantas tóxicas como el estramonio (Datura stramonium), el heléboro (Helleborus foetidus) o la dulcamara (Solanum dulcamara).

### Paralelo 40°
Esta zona está formada por cuatro terrazas semicirculares de unos 100 m de arco. En las tres inferiores se han dispuesto, alineados de una a otra, otros tantos árboles pertenecientes a un mismo género, todos ellos con representación en Europa, Asia y América, los tres continentes tocados por el Paralelo 40 Norte y cuya trayectoria pasa próxima al JBCLM. Encontramos así tres especies arbóreas de Abies, Cupressus, Taxus, Fraxinus, Tilia, Aesculus… En la terraza superior, se ha instalado una interesante colección de hasta 121 especies endémicas ibéricas, ibero-norteafricanas o mediterráneas, tales como Lonicera arborea, Silene hifacensis, Echinospartum boissieri o Ziziphus lotus.

### Colección sistemática
En consonancia con el método clásico de los jardines botánicos, las plantas aquí se exponen ordenadas espacialmente de acuerdo a sus relaciones filogenéticas (siguiendo los criterios de la escuela Ranaliana), con una finalidad didáctica. Para ello, se han representado gimnospermas, como el pinsapo (Abies pinsapo), endémico de las sierras de Cádiz y Málaga, o las secuoyas (Sequoiadendron giganteum), y angiospermas (dicotiledóneas, con cinco subclases taxonómicas representadas; y monocotiledóneas, con palmeras resistentes al frío, liliáceas, agaváceas y gramíneas). Actualmente, esta colección se está ampliando en parterres aledaños, para dar una mayor representación a los principales filos botánicos.

### Colección de cactus, ágaves, yucas y palmeras resistentes al frío
Zona destinada a la exhibición de estas plantas originarias de zonas cálidas y/o secas, mediante la selección de especies resistentes al frío. Sobre un lecho de grava de diferentes colores, según el grupo botánico, se muestra una colección de cactus (Echinopsis oxygona, Cleistocactus strausii, Opuntia macrocentra…), otra de ágaves (Agave parryi, Agave nigra, A. victoriae-reginae…) y yucas (Yucca carnerosana, Y. thompsoniana, Y. torreyi…). En las proximidades de este parterre, también se puede contemplar una pequeña colección de palmeras resistentes a los rigores del invierno mediterráneo continental (Sabal minor, Brahea armata, Butia capitata…).

### Frutales y plantas industriales
Se exponen aquí plantas típicas de la economía agrícola manchega: frutales como la vid (Vitis vinífera), olivos (Olea europea), almendros (Prunus dulcis), albaricoqueros (P. armeniaca), ciruelos (P. domestica), cerezos (P. avium), perales (Pyrus communis), membrilleros (Cydonia oblonga)…, una representación del cultivo de azafrán (Crocus sativus), así como plantas de importancia en la industria textil (lino, Linum usitatissimum, esparto, Macrochloa tenacissima…), tintóreas (Isatis tinctoria…) o curtientes (zumaque, Rhus coriaria, emborrachacabras, Coriaria myrtifolia…).

### Invernadero de exposición
Es un invernadero de exhibición de 600 m² dividido en dos partes: 
- una mitad tropical húmeda, con varias especies de helechos, entre los que destacan ejemplares de los géneros Dicksonia (helechos arborescentes), Cyrtomium y Pteris, junto a plantas gimnospermas primitivas como Zamia, Macrozamia o Cycas, además de otras plantas típicas de bosques tropicales húmedos. Se conserva también flora típica de la laurisilva canaria; 
- una mitad tropical seca, donde se expone flora termófila canaria, como varios dragos (Dracaena draco), Ceropegia, Rumex lunaria, Aeonium, Senecio kleinia; así como plantas crasas africanas, cactáceas, agaváceas…

### Rosaleda
Anexa al invernadero de exhibición, se ha establecido una colección de rosales de interés, con representación de los tres grupos que tradicionalmente se contemplan en jardinería: rosales silvestres, rosales antiguos (anteriores a 1867) y rosales modernos (obtenidos después la aparición del primer “híbrido de té”), seleccionados con diferentes morfologías de entre los que pueden ser cultivados en terreno calizo bajo condiciones climáticas continentales.

### Jardín histórico
En esta zona ajardinada al modo clásico de los jardines botánicos históricos, presidida por una bonita pérgola central de madera bajo la que se ubica una fuente de agua de diseño modernista, se rinde homenaje a botánicos insignes nacidos en el actual territorio de Castilla-La Mancha, por su relevante contribución histórica a la botánica, desde la Edad Media al siglo XIX: Ibn Bassal (siglo XI; introductor del cultivo de tulipanes en Europa), Gabriel Alonso de Herrera (siglo XV-XVI; creador de Obra de Agricultura compilada de diversos autores, tratado cardinal en el avance del conocimiento agronómico de la época), Francisco Hernández de Toledo (siglo XVI; naturalista expedicionario de Nueva España), Casimiro Gómez de Ortega (siglo XVIII; impulsor trascendental del Real Jardín Botánico de Madrid) y Máximo Laguna y Villanueva (siglo XIX; fundador de la escuela botánica forestal española y gran promotor del naturalismo forestal).

### Colección de labiadas
Esta colección muestra más de 60 taxones de plantas de la familia Lamiaceae, todos con mayor o menor grado de endemicidad, utilizadas con fines aromáticos o medicinales. La colección da cuenta de la gran diversidad de rabos de gato (Sideritis) y tomillos (Thymus) ibéricos. Además incluye hisopos (Hyssopus), lavandas (Lavandula), salvias (Salvia), ajedreas (Satureja) y tomillo andaluz (Thymbra).

## Instalaciones

### Edificio social

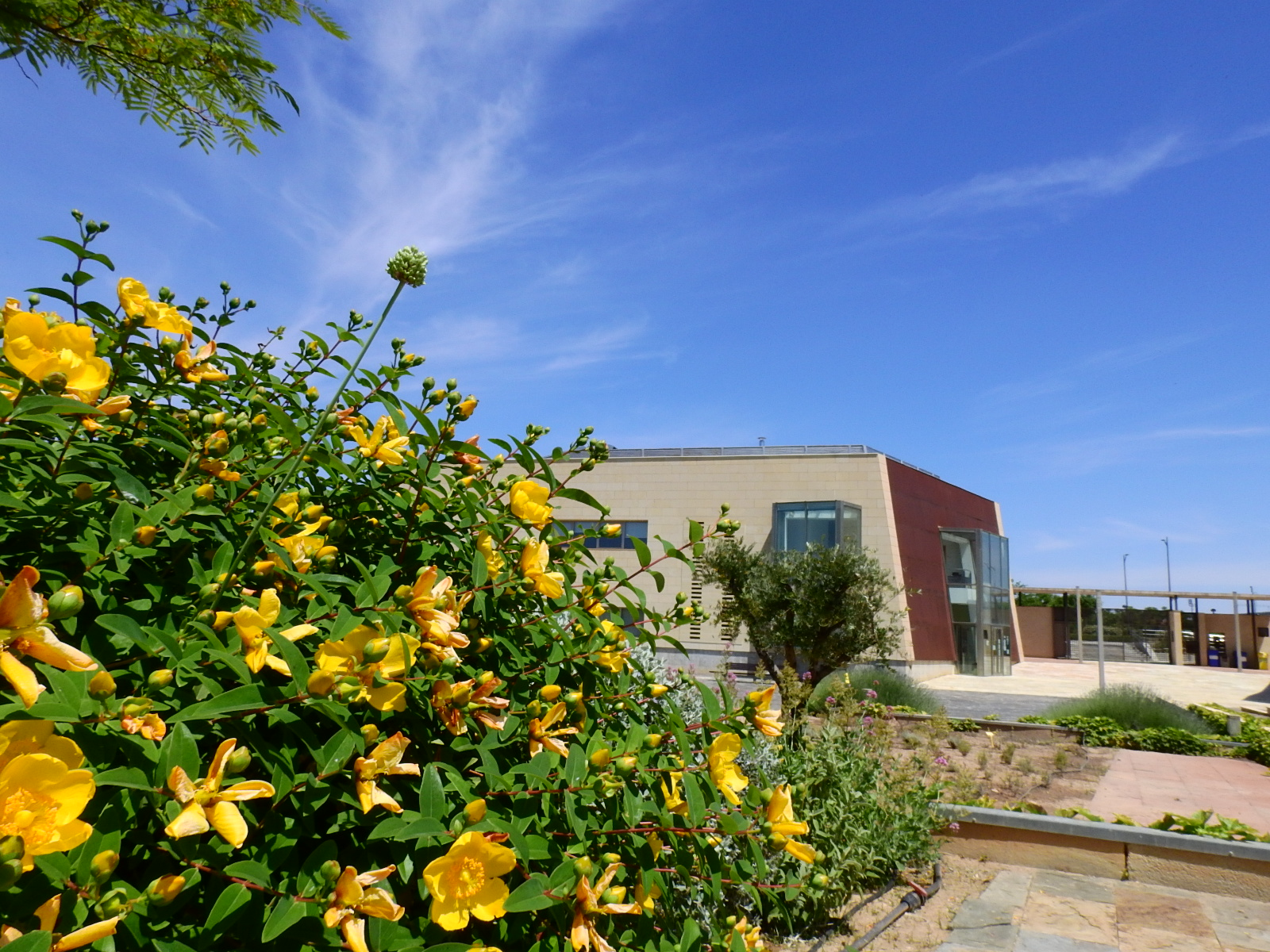
Edificio social del JBCLM

El edificio social es una construcción de dos plantas que alberga, abajo, la recepción, el laboratorio didáctico, la sala de exposiciones y un salón de actos, y en la planta superior las oficinas del personal de dirección, administración, conservación y educación ambiental, además de una sala de usos polivalentes y la biblioteca. También alberga el banco de germoplasma vegetal del Jardín Botánico de Castilla-La Mancha.

### Instituto Botánico
El JBCLM es también un centro de estudio científico de las plantas. Para ello cuenta con el Instituto Botánico de la Universidad de Castilla-La Mancha, ubicado en las propias instalaciones del jardín botánico, frente al edificio social, donde profesores de esta universidad realizan investigaciones en diferentes disciplinas relacionadas con la botánica. Se trata de un edificio de dos plantas con despachos y laboratorios de investigación.

## Banco de germoplasma vegetal
El Banco de Germoplasma Vegetal del Jardín Botánico de Castilla-La Mancha (BGV-JBCLM) es un banco de semillas ubicado en el edificio social del JBCLM. Se creó en 2007 a partir de las accesiones recolectadas y conservadas previamente por el profesorado de la Unidad de Botánica y Ecología de la Escuela Técnica Superior de Ingenieros Agrónomos y de Montes de la UCLM. En el año 2008, entró a formar parte de la Red Española de Bancos de Germoplasma de Plantas Silvestres (REDBAG). En el año 2016, ingresó en la red Global Biodiversity Information Facility (GBIF), como colección de biodiversidad y, en 2020, se incluyó en la red internacional The International Plant Exchange Network (IPEN), dependiente de la red Botanic Gardens Conservation International (BGCI).
El objetivo de este banco es la conservación de semillas de tipo ortodoxo de especies silvestres amenazadas, endémicas, singulares o de interés para su uso en investigación, intercambio a través del Index Seminum del JBCLM, el mantenimiento de sus colecciones de plantas vivas o para el desarrollo de programas de restitución de poblaciones vegetales en la naturaleza. En enero de 2020, el número de accesiones conservadas superaba el millar, reuniendo más de un millón de semillas. La mayor parte de este material genético ha sido recolectado en estado silvestre, aunque existe también un pequeño porcentaje que procede de las colecciones vivas del JBCLM y que complementa la representación de taxones de escasa recolección en su hábitat natural. Las accesiones recogidas en estado silvestre pertenecen a más de 60 familias de fanerógamas de 496 taxones. Algunas cifras ilustrativas del material conservado son las siguientes: 206 accesiones de 114 taxones amenazados (incluidos en el Catálogo Regional de Especies Amenazadas de Castilla-La Mancha y/o en la Lista Roja de Flora Vascular Española del año 2008); 201 accesiones de 109 taxones no amenazados incluidos en la Estrategia Española para la Conservación y el Uso Sostenible de los Recursos Genéticos Forestales (ERGF); 134 accesiones de 66 endemismos ibéricos y 51 accesiones de 26 endemismos iberonorteafricanos, en ambos casos ni amenazados ni incluidos en ERGF. Hay también 110 accesiones de 62 taxones con distribución geográfica amplia que se ofertan en el Index Seminum del JBCLM. Por último, 128 accesiones restantes de material recogido en estado silvestre corresponden a taxones con interés ornamental, aromático, medicinal, o bien con proximidad genética a especies cultivadas, o con utilidad para recrear las comunidades vegetales castellano-manchegas en el JBCLM.
A partir de este material se han desarrollado programas exitosos de refuerzo poblacional de especies amenazadas en territorio castellano-manchego, tales como Coincya rupestris subsp. rupestris, Delphinium fissum subsp. sordidum, Nepeta hispanica, Helianthemum guerrae, H. polygonoides, Sideritis chamaedryfolia, S. serrata, Senecio auricula subsp. auricula, Sisymbrium cavanillesianum o Vella pseudocytisus subsp. pseudocytisus.

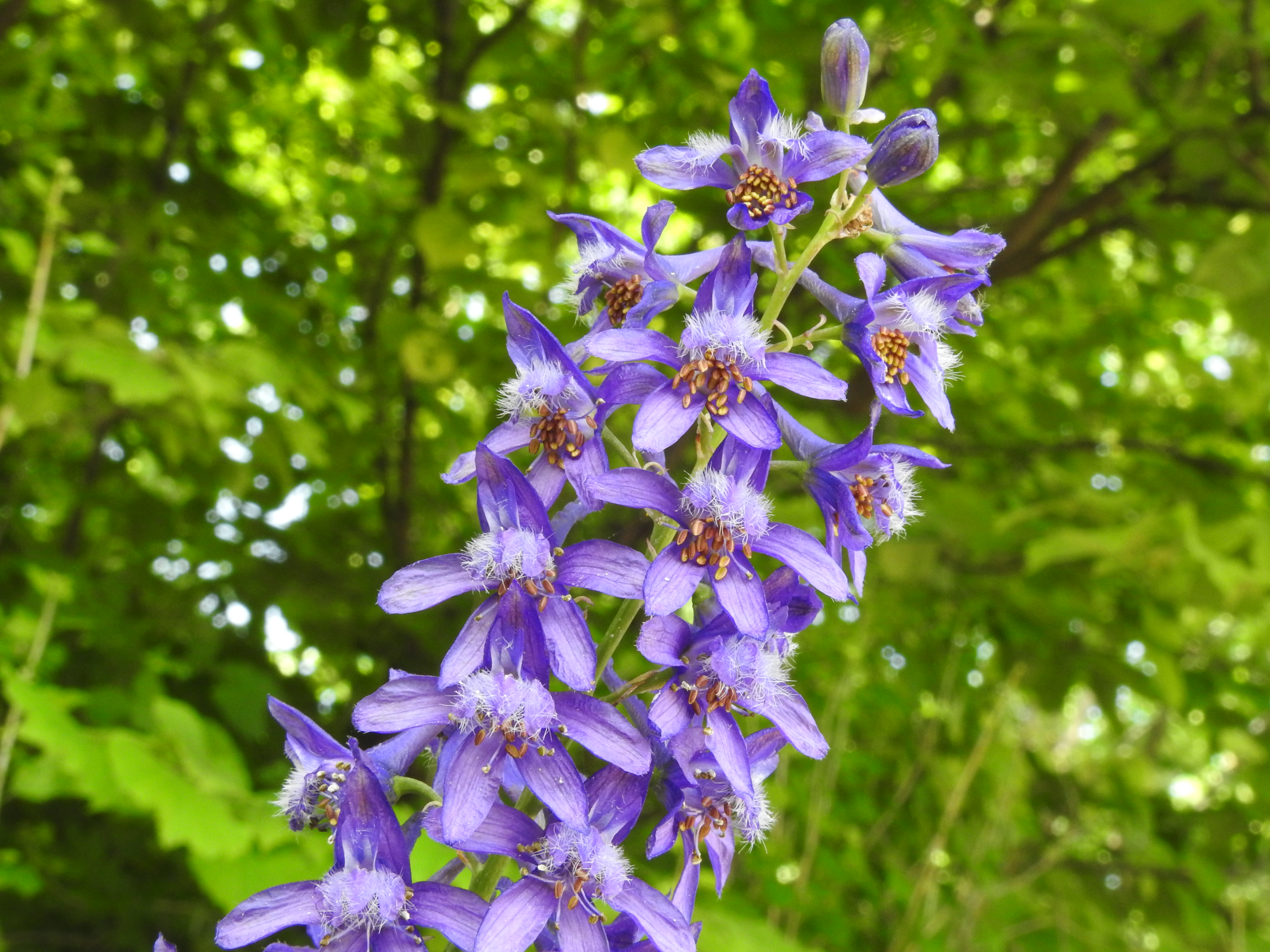

## Diversidad animal

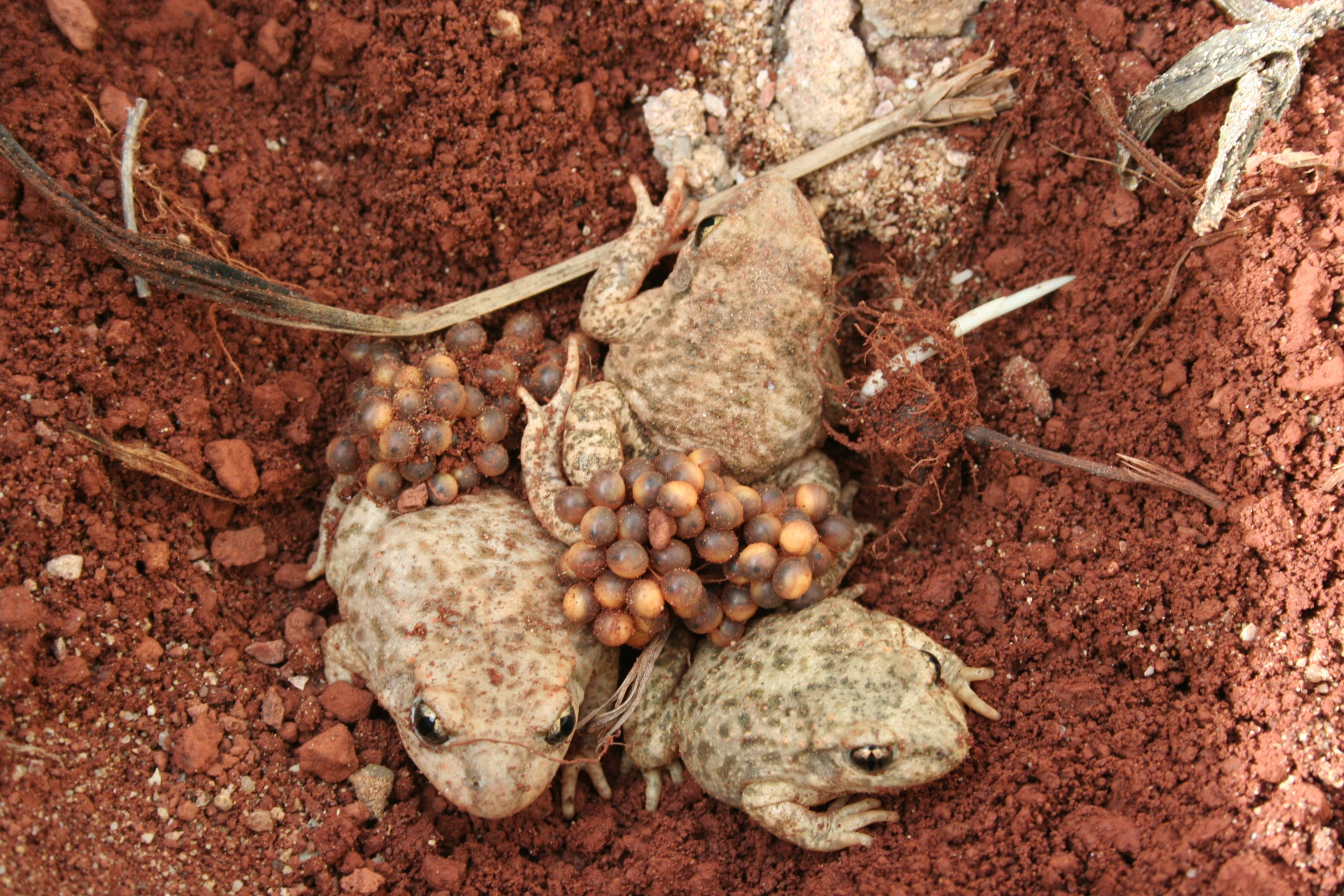
Sapo partero del sureste ibérico (Alytes obstetricans pertinax) en el Jardín Botánico de Castilla-La Mancha

La elevada diversidad vegetal del JBCLM, la recreación de hábitats autóctonos y el manejo integrado de plagas en sus instalaciones ha favorecido el desarrollo de una gran diversidad animal asociada a sus colecciones de plantas. En el grupo de los invertebrados, resulta fácil observar libélulas de diferentes especies (Anax imperator, Orthetrum cancellatum, Crocothemis erythraea, Ischnura graellsii…), especialmente en el recorrido lagunar, mariposas (Papilio machaon, Pararge aegeria, Vanessa atalanta, Gonepteryx rhamni, Pieris brassicae…), mantis (Mantis religiosa, Empusa pennata, Ameles spallanzania…), saltamontes (Anacridium aegyptium, Tettigonia viridissima, Paratettix meridionalis…) e himenópteros, como Bombus terrestris, Megascolia maculata, Aphaenogaster senilis, Tapinoma... . Además, el grupo de los coleópteros es también muy diverso, con especies como Pimelia brevicollis, Rhagonycha fulva o crisomélidos, entre otros. Destaca, además, la familia de los sírfidos o moscas zángano, objeto de un estudio en el que se detectaron 18 especies de estos importantes polinizadores en la zona. Los arácnidos son relativamente abundantes, siendo la araña avispa (Argiope bruennichi) una de las especies más icónicas de este entorno.
Por otra parte, el JBCLM ofrece refugio a vertebrados como el amenazado sapo partero del sureste (Alytes obstetricans subsp. pertinax) o la rana común (Pelophylax perezi), fácilmente detectable por su canto en las laguas recreadas del JBCLM. También aparecen reptiles como la salamanquesa (Tarentola mauritanica), la lagartija ibérica (Podarcis hispanica) y algunas culebras inofensivas (Zamenis scalaris, Natrix maura). La variedad de aves del entorno destaca por los paseriformes. Es fácil observar mirlos (Turdus merula), gorriones (Passer domesticus, P. montanus), jilgueros (Carduelis carduelis), verderones (Chloris chloris), verdecillos (Serinus serinus) y pardillos (Carduelis cannabina), entre otros. En las zonas arboladas y explanadas de hierba del JBCLM, se pueden ver pito real (Picus sharpei) y aláudidos. Al atardecer, el búho chico (Asio otus) y la lechuza común (Tyto alba) pueden sobrevolar también el entorno. Las zonas palustres atraen aves como la gallineta (Gallinula chloropus), el ruiseñor común (Luscinia megarhynchos) y el cetia ruiseñor (Cettia cetti). Entre los mamíferos, destacan los quirópteros, además de roedores y mustélidos, como la comadreja común (Mustela nivalis), e insectívoros como el erizo (Erinaceus europaeus).

## Asociaciones
El Jardín Botánico de Castilla-La Mancha forma parte de la Asociación Ibero-Macaronésica de Jardines Botánicos (AIMJB) desde febrero de 2005. Además, es miembro de la mayor red internacional de jardines botánicos, Botanic Gardens Conservation International (BGCI), y de la Sociedad Española de Biología de la Conservación de Plantas (SEBiCoP) desde enero de 2020. También participa en la red International Plant Sentinel Network (IPSN), para la detección precoz de plagas sobre especies vegetales y de plantas invasoras, y en la alianza Climate Change Alliance of Botanic Gardens, cuyo objetivo es el diseño de actuaciones para la mitigación del cambio climático desde los jardines botánicos.
Existe además una Asociación de Amigos del Jardín Botánico de Castilla-La Mancha, que participa activamente en la promoción del mismo desde el año 2012 mediante voluntariado.